# Eileen Brennan
Eileen Brennan, teljes nevén Verla Eileen Regina Brennen (Los Angeles, 1932. szeptember 3. – Burbank, Kalifornia, 2013. július 28.) Golden Globe- és Primetime Emmy-díjas amerikai színésznő.

## Élete

### Származása, tanulmányai
Katolikus ír családban született. Apja John Gerald Brennan orvos, anyja, Regina „Jeanne” Menehan némafilmes színésznő volt. 
Középiskoláit szülővárosában végezte el, majd Washingtonba költözött, és a Georgetowni Egyetemre járt, ahol részt vett az egyetemi színkör munkájában. Később New Yorkba költözött, az Amerikai Színiakadémián (American Academy of Dramatic Arts, AADA) színművészetet tanult. A kollégiumban Rue McClanahan (1934–2010) szobatársa volt.

### Pályája
1959-ben debütált a színpadon, a Little Mary Sunshine című musicalben. Egyik legsikeresebb színpadi szerepét 1964–1970 között a Hello, Dolly! musicalben alakította. 
Első filmes főszerepét 1966-ban játszotta, a The Star Wagon-ban, Dustin Hoffman mellett. 
Peter Bogdanovich rendező 1971-es Az utolsó mozielőadás című filmdrámájában Timothy Bottoms és Jeff Bridges mellett játszott, alakításáért a legjobb női mellékszereplőnek járó Bafta-díjra jelölték, de azt Cloris Leachman nyerte el.
Jerry Schatzberg 1973-as filmdrámájában, a Madárijesztőben Gene Hackmannel és Al Pacinóval együtt játszott. A női főszerepet vitte George Roy Hill rendező 1973-as bűnügyi vígjátékában, A nagy balhéban is, Paul Newman és Robert Redford partnereként. 
Újabb sikeres főszerepet játszott Robert Moore rendező Meghívás egy gyilkos vacsorára című 1976-os misztikus thriller-vígjátékban, a Truman Capote, Peter Falk, Alec Guinness, David Niven és Peter Sellers alkotta sztárcsapat tagjaként.
Howard Zieff rendező 1980-as Benjamin közlegény című háborús vígjátékában Brennan alakította a „Captain”-t, azaz Doreen Lewis századosnőt, aki minden elképzelhető módon vegzálja a címszereplőt, Judy Benjamin katonalányt (Goldie Hawn). Brennant e szerepéért a legjobb női mellékszereplőnek járó Oscar-díjra jelölték, a díjat azonban Mary Steenburgen vitte el. A film alapján készült 1981–1983-es azonos című (Private Benjamin) tévésorozatban Brennan ugyanezt a szerepet vitte végig.  Ezért 1982-ben elnyerte a legjobb sorozatszínészi alakításért járó Golden Globe-díjat, és 1983-ban ismét jelölték ugyanerre a díjra. Ugyanezért az alakításért 1981-ben elnyerte az legjobb mellékszereplőnek járó Emmy-díjat, a következő két évben szintén jelölték ugyanerre (1982-ban és 1983-ban).
Luis Mandoki rendező A gyönyör rabjai című 1990-es filmdrámájában Brennan Susan Sarandon, James Spader és Kathy Bates mellett játszott. John Pasquin rendező 2005-ös filmkomédiájában, a Beépített szépség 2.-ben Sandra Bullock, Treat Williams és William Shatner társaságában alakította Carolt, az idős, de határozott nagyasszonyt.

### Magánélete
1968–1974 között David John Lampson angol költővel és fotográfussal élt házasságban, két közös fiuk született, Samuel John Lampson énekes és Patrick Oliver Lampson, aki előbb kosárlabdajátékos volt, majd Patrick Brennan néven színész lett.
1982-ben Goldie Hawn társaságában a Los Angeles-i Venice Beach-en egy étteremből jött ki, amikor elütötte őt egy autó. Súlyos sérüléseket szenvedett, 
két évig nem tudott dolgozni, és le kellett küzdenie kialakult fájdalomcsillapító-függőségét is. 
1989-ben az Annie című musical egyik előadásán is baleset érte, leesett a színpadról, lábát törte. A következő évben emlőrákot állapítottak meg nála, ebből sikeresen kikezelték.
Nyolcvanéves korában, 2013-ban hunyt el hólyagrák-betegség következtében. Goldie Hawn, akivel 1980–1982 között együtt szerepelt a Benjamin közlegény című filmben és sorozatban, méltatta Brennan kiemelkedő színművészi képességeit a San Francisco Chronicle lapban.

## Főbb filmszerepei
- 1960: Toast of the Town; tévésorozat; énekesnő
- 1966: The Star Wagon; tévéfilm; Hallie
- 1967: Válás amerikai módra (Divorce American Style); Eunice Tase
- 1971: Az utolsó mozielőadás (The Last Picture Show); Genevieve
- 1972: Playmates; tévéfilm; Amy
- 1973: Madárijesztő (Scarecrow); Darlene
- 1973: The Blue Knight; tévéfilm; Glenda
- 1973: A nagy balhé (The Sting); Billie
- 1974: Daisy Miller; Mrs. Walker
- 1974: Nourish the Beast; tévéfilm; Baba Goya
- 1975: Várva várt szerelem (At Long Last Love); Elizabeth
- 1975: My Father’s House; tévéfilm; Mrs. Lindholm
- 1975: Amerika pánikban (The Night That Panicked America); tévéfilm; Ann Muldoon
- 1975: Kojak; tévésorozat; „A House of Prayer, a Den of Thieves” c. epizód; Julie Loring
- 1975: Sötét utcák (Hustle); Paula Hollinger
- 1976: Meghívás egy gyilkos vacsorára (Murder by Death); Tess Skeffington
- 1977: Richie halála (The Death of Richie); Carol Werner
- 1977: The Last of the Cowboys; Penelope Pearson
- 1978: Bohókás nyomozás (The Cheap Detective); Betty DeBoop
- 1980: Benjamin közlegény (Private Benjamin); Doreen Lewis százados
- 1979–1980: A New Kind of Family; tévésorozat; Kit Flanagan
- 1981: When the Circus Came to Town; tévéfilm; Jessy
- 1981: Taxi; tévésorozat; Mrs. McKenzie
- 1982: A sátán keze (Pandemonium); Candy mamája
- 1981–1983: Private Benjamin; tévésorozat; Doreen Lewis százados
- 1984: Szerelemhajó (The Love Boat); tévésorozat; Helen Foster
- 1985: The Fourth Wise Man; tévéfilm; Judith
- 1985: Nyom (Clue); Mrs. Peacock
- 1985: Answers; tévéfilm; Amanda Jackson
- 1986: Látogatás Játékországban (Babes in Toyland); tévéfilm; több szerepben (Mrs. Piper / Mrs. Hubbard)
- 1987: A vér kötelez: Egy maffiafeleség története (Blood Vows: The Story of a Mafia Wife); tévéfilm; Sylvia
- 1987: Parádés páros (Rented Lips); szállodai recepciós
- 1987: Magnum; tévésorozat; Brenda Babcock
- 1988: Harisnyás Pippi legújabb kalandjai (The New Adventures of Pippi Longstocking); Miss Bannister
- 1990: Stella; Mrs. Wilkerson
- 1990: A gyönyör rabjai (White Palace); Judy
- 1991: A visszaeső (Deadly Intentions… Again?); tévéfilm; Charlotte
- 1992: Nem veszek több csókot (I Don’t Buy Kisses Anymore); Frieda
- 1992: Taking Back My Life: The Nancy Ziegenmeyer Story; tévéfilm; Vicky Martin
- 1992: Házi barkács (Home Improvement); tévésorozat; egy epizódban; Wanda
- 1993: Édes gyilkosság (Poisoned by Love: The Kern County Murders); tévéfilm; Martha Catlin
- 1993: Precious Victims; tévéfilm; Minnie Gray
- 1993: Mesék a kriptából (Tales from the Crypt); egy epizódban; Ruth Sanderson
- 1987–1994: Gyilkos sorok (Murder She Said); tévésorozat; Loretta Lee / Marian Simpson
- 1995: Walker, a texasi kopó (Walker, Texas Ranger); tévésorozat; egy epizódban; Joelle
- 1995: Annabelle legnagyobb kívánsága (Freaky Friday); tévéfilm; Principal Handel
- 1995: Vakmerő (Reckless); Margaret nővér
- 1995: Könnyek nyoma (Trail of Tears); tévéfilm; Clara
- 1996: Ha a falak beszélni tudnának (If These Walls Could Talk); tévéfilm; Tessie
- 1996: Vészhelyzet (ER); tévésorozat; két epizódban; Betty
- 1997: Jumanji; rajzfilmsorozat; Dottie McGrail hangja
- 1998: Nash Bridges – Trükkös hekus (Nash Bridges); tévésorozat; egy epizódban; Loretta Bettina
- 1998: Megőrülök érted (Mad About You); tévésorozat; egy epizódban; felügyelő
- 1999: Angyali érintés (Touched by an Angel); tévésorozat, egy epizódban; Dolores Freeman
- 2000: The Last Great Ride; Pamela Mimi Mackensie
- 2001: Vakszerencse (Dumb Luck); Minnie Hitchcock
- 2001: Aki bújt, aki nem (Jeepers Creepers); a Macskaasszony
- 2002: Képregényhős (Comic Book Villains); Mrs. Cresswell
- 2001: Lizzie McGuire; tévésorozat; egy epizódban; Marge
- 2003: Mrs. Klinika (Strong Medicine); tévésorozat; egy epizódban; Evelyn Knightly
- 2003: Tucatjával olcsóbb (Cheaper by the Dozen); Mrs. Drucker
- 2004: The Hollow; Joan van Etten
- 2005: The Moguls; Mrs. Cherkiss
- 2005: Beépített szépség 2. – Csábítunk és védünk (Miss Congeniality 2: Armed & Fabulous); Carol Fields
- 1996–2006: Hetedik mennyország (7th Heaven); tévésorozat; több epizódban; Gladys Bink
- 2001–2006: Will és Grace (Will & Grace); tévésorozat; több epizódban; Zandra
- 2008: Adventures in Appletown; Mrs. Jackson
- 2011: Naked Run; Gram Malone

## További információ
- Eileen Brennan a PORT.hu-n (magyarul)
- Eileen Brennan az Internetes Szinkronadatbázisban (magyarul)
- Eileen Brennan az Internet Movie Database-ben (angolul)
- Eileen Brennan a Rotten Tomatoeson (angolul)
- Eileen Brennan az AlloCiné weboldalán (franciául)
- Eileen Brennan Profile (angol nyelven). famousfix.com. (Hozzáférés: 2024. január 21.)
- Eileen Brennan (német nyelven). Filmdienst.de